# Kristina Mariager-Anderson
Kristina Mariager-Anderson er lektor i karrierevejledning  og medlem af Forskningsenheden i Vejledning ved Aarhus Universitet DPU. Ligeledes er Mariager-Anderson professor II i karrierevejledning på Universitetet i Sørøst-Norge (no). I 2010 skrev hun sin Ph.d. ”Musikpædagogisk praksis på Det Kongelige Danske Musikkonservatorium: et sociologisk orienteret studium af den pædagogiske dimension på en kunstnerisk uddannelsesinstitution”, og har siden forsket bredt i ungdoms- og voksenuddannelsesfeltet samt karrierevejledning på unge- og voksenområdet.

## Forskningsbidrag
Mariager-Andersons forskning har særligt været rettet mod at muliggøre karriereovergange og mobilitet på arbejdsmarkedet for unge uden en uddannelse. På baggrund af dette har hun været med til at udvikle validerende metoder indenfor nonformel og formel læring, der kan føre unge/voksne mod uddannelsesforløb, som kvalificerer til et omskifteligt arbejdsmarkedet. Et af hendes væsentlige forskningsbidrag er forsknings- og udviklingsprojektet ”At blive på sporet”  omhandlende karrierevejledning ift. uddannelsesfrafald med henblik på at opnå indsigt i de beslutningsprocesser, der fører til frafald blandt unge voksne, samt udvikle nye bæredygtige strategier og metoder til fastholdelse af udsatte studerende med frafaldshistorik.
I projektet var Mariager-Anderson med til at udvikle den longitudinelle survey-metode , som er en metode, der gennem syv variabler opfanger det processuelle perspektiv i beslutninger, med henblik på at kortlægge udviklingen i elevernes opfattelse af forhold, som antages at have indflydelse på frafald. Desuden er hendes forskningstilgang typisk baseret på et samarbejde mellem forskere og praktikere.
Udover dette er Mariager-Anderson teoretisk velfunderet i nyere motivationsteorier og sociale læringsteorier - også i et kritisk perspektiv, samt policyanalyser med afsæt i Carol Lee Bacchis tilgang.

## Peer-review
I sit virke laver Mariager-Anderson peer review for flere videnskabelige tidskrifter og fagblade:
- Peer reviewer for The British Journal of Guidance and Counseling
- Peer reviewer for International Journal of Lifelong Education
- Peer reviewer for Journal of Evaluation in practice, CEPRA-striben published by UCN (University College Northern Jutland)

## Aktuelle tillidsposter
- 2020 - Forperson for Uddannnelsesnævnet (og repræsentant i Studienævnet) for Uddannelsesvidenskab (bachelor og kandidat) på Aarhus Universitet DPU[8]
- 2020 - Bestyrelsesmedlem hos Frederiksberg VUC & STX[9]
- 2018 - Medlem af The Nordic Research Network on Transitions, Career and Guidance (NoRNet)[10]
- 2016 - Medlem af Nationalt Netværk for forskning i Vejledning[11]
- 2012 - Medlem i Referencepanelet for vejledning ØST VIA University College

## Publikationer
Mariager-Anderson har siden 2006 publiceret 2 bøger, 2 bogkapitler, 9 peer-reviewed artikler, 6 artikler i videnskabelige tidskrifter og 11 forskningsrapporter, samt flere formidlingsbidrag til forskningen:
2020
- I mål med tvivl. / Mariager-Anderson, Kristina. I: Vejlederen, Bind 3, Nr. 2020, #3 sep-okt 2020, 01.10.2020, s. 20-21.
- At blive på sporet : nye perspektiver og bæredygtige løsninger på uddannelsesfrafald for unge voksne. / Mariager-Anderson, Kristina; Gottlieb, Susanne; Wahlgren, Bjarne; Aarkrog, Vibe. Emdrup : Aarhus Universitet.
- De unges tvivl skal normaliseres og legaliseres. / Mariager-Anderson, Kristina. I: VejlederForum Magasinet, 28.01.2020.
- Union career guidance in Denmark. / Thomsen, Rie; Mariager-Anderson, Kristina; Rasmussen, Palle.
- Career and career guidance in the Nordic countries. red. / Erik Hagaseth Haug; Tristram Hooley; Jaana Kettunen; Rie Thomsen. Leiden : Brill, 2020. s. 321-338 (Career Development Series).

2019
- Student persistence in Secondary Education Programmes : the Significance of developing and supporting decision-making processes of young adults in relation to dropout. / Mariager-Anderson, Kristina; Jacobsen, Stine.
- Expressions of Goal Orientation and Relatedness : A Qualitative Approach to SDT’s Basic Psychological Needs Regarding Dropout in Secondary Education Programmes. / Mariager-Anderson, Kristina; Jacobsen, Stine.
- Paper præsenteret ved 7th International Self-Determination Theory Conference, Egmond aan Zee, Holland.

2018
- Decision-making processes among potential dropouts in vocational education and training and adult learning. / Aarkrog, Vibe; Wahlgren, Bjarne; Mariager-Anderson, Kristina; Gottlieb, Susanne; Larsen, Christian Hougaard. I: International Journal for Research in Vocational Education and Training, Bind 5, Nr. 2, 01.08.2018, s. 111-129.
- Unge voksnes beslutningsprocesser i relation til frafald : en empirisk undersøgelse blandt unge voksne i erhvervs- og almen voksenuddannelse . / Wahlgren, Bjarne; Aarkrog, Vibe; Mariager-Anderson, Kristina; Gottlieb, Susanne; Larsen, Christian Hougaard. I: Nordic Journal of Vocational Education and Training, Bind 8, Nr. 1, 01.06.2018, s. 98-113.
- Faglig feedback og kontinuitet i Kollektiv Akademisk Vejledning. / Nordentoft, Helle Merete; Mariager-Anderson, Kristina.
- Busting the myth of low-skilled workers : destabilizing EU LLL policies through the life stories of Danes in low-skilled jobs. / Cort, Pia; Mariager-Anderson, Kristina; Thomsen, Rie. I: International Journal of Lifelong Education, Bind 37, Nr. 2, 2018, s. 199-215.

2017
- Helhedsorienteret undervisning: Evaluering af helhedsorienteret undervisning som pædagogisk værktøj på spor 2. / Wahlgren, Bjarne; Mariager-Anderson, Kristina. Rambøll Management, 2017. s. 29-44.
- Improving completion rates in adult education through social responsibility. / Wahlgren, Bjarne; Mariager-Anderson, Kristina. I: Adult Learning, Bind 28, Nr. 1, 2017, s. 20-26.
- Perspektiver. / Mariager-Anderson, Kristina. Helhedsorienteret undervisning: inspiration til at planlægge og gennemføre Helhedsorienteret undervisning . red. / Erik Findalen; Kristine Hecksher; Emilie Normark Sørensen; Preben Holm; Svend Erik Sørensen. København : Undervisningsministeriet, 2017. s. 37-39.

2016
- Kollektiv akademisk vejledning : en introduktion. / Nordentoft, Helle Merete; Mariager-Anderson, Kristina; Smedegaard, Anne. Aarhus : DPU, Aarhus Universitet, 2016. 82 s.
- Busting the myth of low motivation in low-skilled workers. / Mariager-Anderson, Kristina; Cort, Pia.
- In reality, I motivate myself! 'Low-skilled' workers' motivation: between individual and societal narratives. / Mariager-Anderson, Kristina; Cort, Pia; Thomsen, Rie. I: British Journal of Guidance and Counselling, Bind 44, Nr. 2, 17.02.2016, s. 171-184.
- "Humans, not just students" : in-service training boosts Danish educators' skills. / Wahlgren, Bjarne; Mariager-Anderson, Kristina. 2016, Online tidsskrift.

2015
- Socio-pedagogical competence – better relationships : Results from a development project on new teacher roles. / Wahlgren, Bjarne; Mariager-Anderson, Kristina; Hovmand Sørensen, Sia.
- God kompetenceudvikling er kompetenceudvikling, der anvendes. / Mariager-Anderson, Kristina.
- Relationer rykker : VUC-lærernes socialpædagogiske kompetence. / Wahlgren, Bjarne; Mariager-Anderson, Kristina. 1. udg. København : Nationalt Center for Kompetenceudvikling.
- Nye lærerroller på VUC : øget gennemførelse gennem social ansvarlighed. / Wahlgren, Bjarne; Mariager-Anderson, Kristina; Hovmand Sørensen, Sia. København : Nationalt Center for Kompetenceudvikling - NCK
- What's the point of lifelong learning? Narratives from the unskilled on drivers and barriers for learning. / Mariager-Anderson, Kristina.
- Left to your own devices : the missed potential of adult career guidance in Denmark. / Cort, Pia; Thomsen, Rie; Mariager-Anderson, Kristina. I: British Journal of Guidance and Counselling, Bind 43, Nr. 3, 2015, s. 292-305.
- Socialpædagogisk kompetence : relationer rykker. / Wahlgren, Bjarne; Mariager-Anderson, Kristina; Hovmand Sørensen, Sia. I: Voksenuddannelse, Nr. 112, 2015, s. 14-20.
- Symposium: Narrative exploration of learning and career decisions across 7 EU countries. / Mulvey, Rachel; Brown, Alan; Bimrose, Jenny; Thomsen, Rie; Mariager-Anderson, Kristina; Cort, Pia.
- Teacher professionalisation and dropout rates in adult education. / Wahlgren, Bjarne; Mariager-Anderson, Kristina.
- Facets of professionalization among adult education teachers: Eurasian perspectives. red. / Ekkehard Nuissl von Rein; P. Reddy Adinarayana; Susanne Lattke; D. Uma Devi. 1. udg. New Delhi : Sarup Book Publishers Pvt. Ltd., 2015. s. 230-244.

2014
- Adult Literacy Policy in Denmark - the Discursive Effects of PIAAC : Voksenuddannelsespolitik i Danmark - de diskursive effekter af PIAAC. / Cort, Pia; Larson, Anne; Mariager-Anderson, Kristina.
- Teacher professionalisation in relation to retention strategies. / Mariager-Anderson, Kristina; Wahlgren, Bjarne.
- The impact of socio-economic background on workers’ career aspirations and expectations : a seven country study. / Rie Thomsen, Kristina Mariager-Anderson, Rachel Mulvey, Jenny Bimrose, Alan Brown.

2013
- Teacher professionalisation in relation to retention strategies. / Mariager-Anderson, Kristina; Wahlgren, Bjarne.
- VEU-centrenes erfaringer med kompetencebehovsafklaring. / Mariager-Anderson, Kristina; Wahlgren, Bjarne. København : Nationalt Center for Kompetenceudvikling, 2013.
- VEU-centrenes vejledningsstrategier. / Mariager-Anderson, Kristina; Wahlgren, Bjarne. København : Nationalt Center for Kompetenceudvikling.

2012
- Notat om behov, motivation og barrierer mod uddannelse. / Mariager-Anderson, Kristina.

2010
- Pædagogik i musiklæreruddannelsen. / Mariager-Anderson, Kristina. I: Modus, Bind 24, Nr. september, 09.2010, s. 17-19.
- Kombinationsprojektet set udefra - UU centre, erhvervsskoler og andre samarbejdspartneres opfattelse af Kombinationsprojektet : Forskningsnotat 2. / Cort, Pia; Mariager-Anderson, Kristina.
- Musikpædagogisk praksis på Det Kongelige Danske Musikkonservatorium : Et sociologisk orienteret studium af den pædagogiske dimension på en kunstnerisk uddannelsesinstitution. / Mariager-Anderson, Kristina. Danmarks Pædagogiske Universitetsskole, Aarhus Universitet.

2009
- Højskolen, vejledning og overgange - fra et elevperspektiv. Forskningsnotat 3. / Mariager-Anderson, Kristina; Cort, Pia.

2006
- Diskursanalyse for begyndere. / Mariager-Anderson, Kristina; Hanghøj, Thorkild. I: Tidsskrift for Kvalitativ Metodeudvikling, Nr. 40, 06.2006, s. 77-81.
- Music teacher Education in Denmark. / Mariager-Anderson, Kristina.
- Danish Yearbook of Musicology: Danish Musicological Society. red. / Michael Fjeldsøe; Thomas Holme Hansen. Bind 33 Copenhagen : Dansk Selskab for Musikforskning, 2006. s. 105-106.
- The potential development of teaching practice at music academies: a discourse analytical investigation. / Mariager-Anderson, Kristina.
- RAIME. Research Alliance of Institutes for Music Education: Proceedings of the Eight International Symposium. red. / Bengt Olsson. Göteborg : Art Monitor, 2006. s. 79-84.